# Giovanni Giungato
Giovanni Giungato (Crotone, 13 febbraio 1971) è un ex pugile italiano.

## Carriera
Ottenne una medaglia d'argento nella categoria dei 57 kg. ai Giochi del Mediterraneo di Linguadoca-Rossiglione nel 1993, venendo sconfitto in finale da Vahdettin İşsever.
Vinse una medaglia di bronzo ai Goodwill Games di San Pietroburgo 1994, venendo sconfitto in semifinale da Ramaz Paliani.

## Palmarès
- Giochi del Mediterraneo
  -  Argento - Linguadoca-Rossiglione (1993)
- Goodwill Games
  -  Bronzo - San Pietroburgo (1994)